# Liparocephalus cordicollis
Liparocephalus cordicollis är en skalbaggsart som beskrevs av Leconte 1880. Liparocephalus cordicollis ingår i släktet Liparocephalus och familjen kortvingar. Inga underarter finns listade i Catalogue of Life.